# 严扬
严扬（1956年4月—），北京人，现清华大学美术学院工业设计系主任，主要研究交通工具设计。

## 生平
严扬早年毕业于北京工业大学机械工程系，1993年起任教于中央工艺美术学院（现清华大学美术学院）工业设计系。1993年、1995年分别担任法国巴黎高等装饰艺术学院与丹麦奥胡斯建筑学院访问学者。2002年起，任清华美院教授、工业设计系主任。他还是中国美术家协会工业设计艺术委员会秘书长、中国工业设计协会理事、兰州理工大学客座教授。